# 하리가야 다케아키
하리가야 다케아키(일본어: 針谷 岳晃, 1998년 10월 15일~)는 일본의 축구 선수이다.

## 구단 경력
그는 2017년 J1리그의 주빌로 이와타에 입단했다. 2019년후 J2리그에 강등했다. 2020년 10월 J2리그의 기라반츠 기타큐슈로 임대 이적했다. 2021년후 J3리그에 강등했다. 2022년까지 기라반츠 기타큐슈에서 68경기에 출전, 2023년 주빌로 이와타로 복귀했다. 2024년 J3리그의 후쿠시마 유나이티드 FC로 이적했다.